# Susanne Stichler

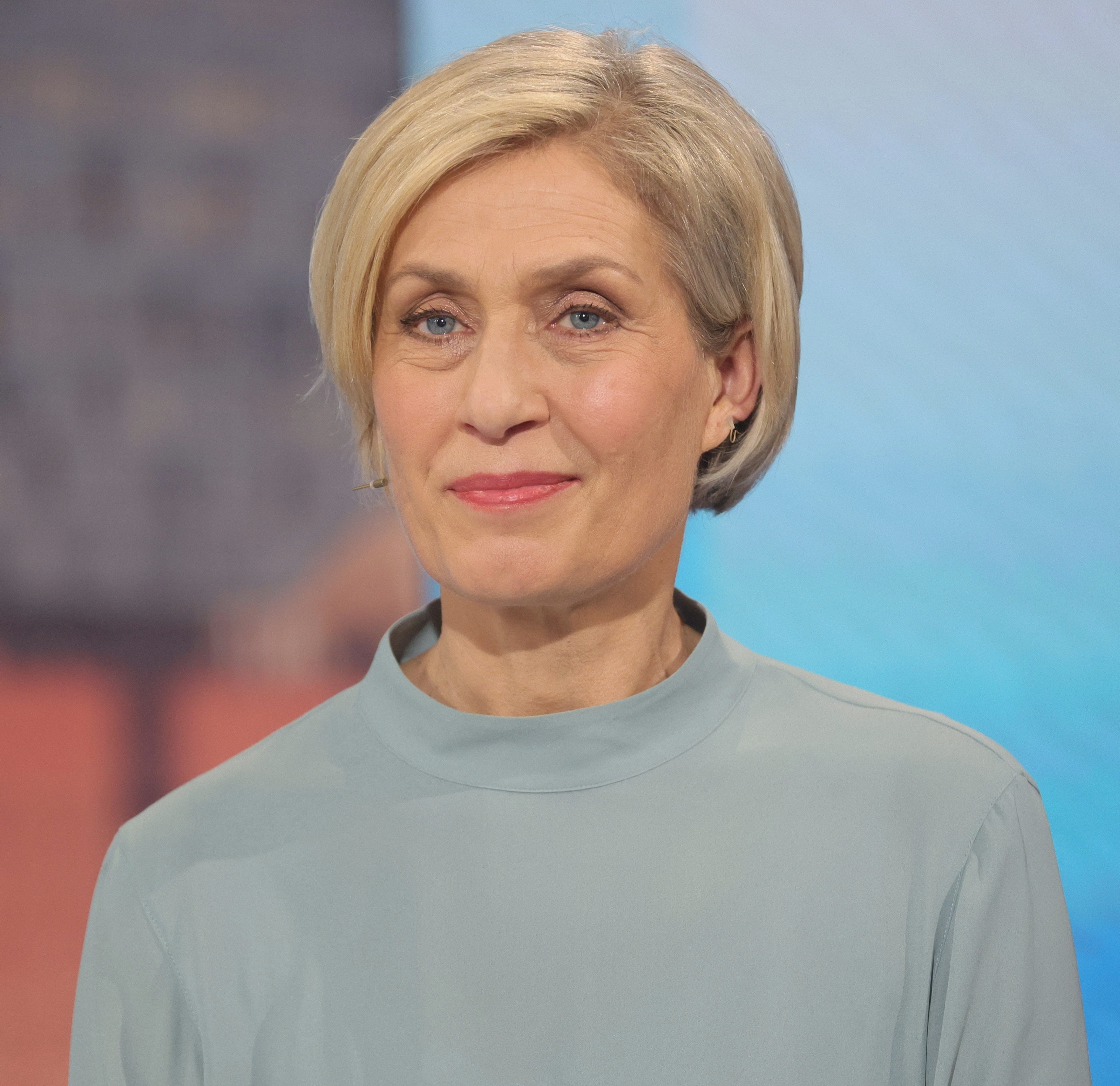
Susanne Stichler (2025)

Susanne Stichler (* 17. August 1969 in Karlsruhe) ist eine deutsche Fernsehmoderatorin und Journalistin.

## Leben und Wirken
Susanne Stichler studierte Erziehungswissenschaften an der Universität Tübingen. Von 1991 bis 1993 absolvierte sie ein Volontariat beim Stadtradio Neckar-Alb in Reutlingen. Nach Stationen bei Radio Fritz und dem ORB war sie ab 1994 als Moderatorin und Redakteurin beim Hessischen Rundfunk tätig, seit 1997 für das hr-fernsehen. Ab 1999 war Susanne Stichler mit ihrer eigenen Sendung Volle Kanne, Susanne und als Moderatorin von hallo deutschland und der Nachrichtensendung TOP 7 beim ZDF zu sehen. Nach ihrer Babypause wechselte Susanne Stichler 2004 zum NDR, für den sie unter anderem bei NDR Info und als Tagesschau-Moderatorin vor der Kamera steht. Von 2004 bis 2005 moderierte sie gemeinsam mit Gabi Bauer die politische Talkshow Paroli! Zudem stand sie von 2005 bis 2008 als Moderatorin der Sendung Plietsch vor der Kamera.
Von August 2006 bis 2012 war sie die Moderatorin des wöchentlichen Magazins Menschen und Schlagzeilen und hat im November 2010 die Sendung DAS! als Gastmoderatorin im NDR Fernsehen präsentiert. Von Juni 2012 bis zur Einstellung im August 2014 führte sie neben Sven Lorig und Gerhard Delling durch den Wochenspiegel. Im August 2012 startete das neue Politikmagazin Panorama 3 im NDR Fernsehen, das Susanne Stichler dienstags um 21.15 Uhr moderiert. Seit Mai 2012 gehört die Fernsehjournalistin neben Gabi Bauer und Sven Lorig zu den Hauptmoderatoren des ARD-Nachtmagazins. Sie wird zudem als Reporterin für Wahlberichterstattung und Sondersendungen eingesetzt. Am 26. Juli 2018 moderierte Susanne Stichler einen ARD-Brennpunkt zum Thema „Wie gefährlich ist die Hitze?“ Seit März 2020 moderiert sie die Sondersendung ARD Extra.
Im August 2024 präsentierte sie das Regionalmagazin Hallo Niedersachsen. 
Sie lebt mit ihrem Sohn in Hamburg. Ihr jüngerer Bruder Christian Stichler ist der ehemalige Leiter des ARD-Studios in Stockholm. Neben Deutsch und Englisch beherrscht Susanne Stichler auch die schwedische Sprache.

## Moderationen

### Aktive Moderationen
- Seit 2004 NDR Info
- Seit 2004 Tagesschau
- Seit 2018 ARD-Brennpunkt
- Seit 2020 ARD Extra
- Seit 2021 Tagesschau-Nachrichten
- Seit 2022 Panorama (Vertretung)
- 2024 Hallo Niedersachsen (Vertretung)

### Ehemalige/Einmalige Moderationen
- 1999 bis 2000 Volle Kanne, Susanne
- 2000 bis 2004 hallo deutschland
- 1999 bis 2004 TOP 7
- 2004 bis 2005 Paroli!
- 2005 bis 2007 Plietsch
- 2006 bis 2012 Menschen und Schlagzeilen
- November 2010 Gastmoderatorin bei DAS!
- 2012 bis 2014 Wochenspiegel
- 2012 bis 2021 Panorama 3[7]
- 2017, 2021 und 2024 Tagesthemen (vertretungsweise)
- 2012 bis 2022 Nachtmagazin

## Auszeichnungen
- Zwei Hörfunkfeaturepreise der Landesanstalt für Kommunikation Baden-Württemberg, 1992